# Pirschling
Pirschling ist ein Gemeindeteil der Gemeinde Emtmannsberg im Landkreis Bayreuth (Oberfranken, Bayern). Pirschling liegt in der Gemarkung Emtmannsberg.

## Geografie
Der Weiler liegt auf freier Flur. In Richtung Westen fällt das Gelände in das Tal des Roten Mains ab. Eine Gemeindeverbindungsstraße führt nach Schamelsberg (0,7 km nordwestlich) bzw. nach Emtmannsberg (0,8 km südöstlich).

## Geschichte
Von 1797 bis 1810 unterstand der Ort dem Justiz- und Kammeramt Bayreuth. Mit dem Ersten Gemeindeedikt wurde Pirschling dem 1812 gebildeten Steuerdistrikt Emtmannsberg und der zugleich gebildeten Ruralgemeinde Emtmannsberg zugewiesen.

### Einwohnerentwicklung
| Jahr      | 001822 | 001861 | 001871 | 001885 | 001900 | 001925 | 001950 | 001961 | 001970 | 001987 |
| Einwohner | 5      | 11     | 4      | 4      | 5      | 10     | *      | *      | *      | 5      |
| Häuser    | 1      |        |        | 1      | 1      | 1      | *      | *      |        | 3      |
| Quelle    | [ 5 ]  | [ 7 ]  | [ 8 ]  | [ 9 ]  | [ 10 ] | [ 11 ] | [ 12 ] | [ 13 ] | [ 14 ] | [ 1 ]  |

## Religion
Pirschling ist evangelisch-lutherisch geprägt und nach St. Bartholomäus (Emtmannsberg) gepfarrt.